# サラ・ハリー・フィン
サラ・ハリー・フィン（Sarah Halley Finn）は、アメリカ合衆国のキャスティングディレクター、プロデューサーである。フィンは通算で150本以上の映画に携わり、史上最も成功した映画フランチャイズであるマーベル・シネマティック・ユニバースの全作品のキャスティングを務めたことで知られている。
彼女はまた、アカデミー作品賞を獲得した映画『エブリシング・エブリウェア・オール・アット・ワンス』のキャスティングと共同プロデューサーを務めている。この映画は第95回アカデミー賞の演技4部門のうち、主演女優賞、助演男優賞、助演女優賞を制している。これは1976年以来の記録である。
その他の作品には『ブラックパンサー』、『スリー・ビルボード』、『クラッシュ』があり、これらでフィンはキャスティング協会賞を受賞した。フィンはさらに『エブリシング・エブリウェア・オール・アット・ワンス』では英国アカデミー賞キャスティング賞にもノミネートされた。またテレビドラマ『ワンダヴィジョン』と『マンダロリアン』のキャスティングによりプライムタイム・エミー賞のもノミネートされた。

## キャリア
フィンはマーベル・スタジオとは38本の映画と17本のテレビ番組でコラボレーションしている。2006年に彼女はマーベル・シネマティック・ユニバース（MCU）の最初の映画である『アイアンマン』のキャスティングのため雇われ、ロバート・ダウニー・ジュニアをタイトルロールに起用した。マーベル・スタジオ社長のケヴィン・ファイギは、「我々のすべての映画での成功は、結局のところ、キャラクターに尽きるんだ。（中略）あなたがそのキャラクターたちに共感する理由は、彼らを演じてくれる俳優たちにあり、そしてその俳優たちがその役を演じる理由は、サラ・フィンが彼らを私たちの目に留めてくれたからだ」と述べた。エミー賞候補となった『ワンダヴィジョン』でフィンと協力したジャック・シェイファーは、「（サラは）本当にすばらしい直感を持っている。（中略）脚本家の意図を深く理解し、その上に新たな解釈を加えることが彼女は本当に得意で、観客にとって予想外で、特別感や独自性を感じさせるようなものを生み出すんだ」と述べた。フィンはクリス・プラットがピーター・クイル役を獲得するよう尽力し、また、最初のオーディションが上層部によって却下された後も粘り強く働きかけ、クリス・ヘムズワースをソー役に推した。他に、ドラックス・ザ・デストロイヤー役のオーディションでのチャドウィック・ボーズマンの力強い、王のような存在感を観察した後、彼を『ブラックパンサー』のテ・チャラ役に推薦することを確信した。
フィンは、MCUの役柄に全く無名の俳優を起用することに慣れている。彼女はパキスタン系ムスリムのティーンエイジャーのミズ・マーベル役のため、全国規模の長いオーディションと複数の選考ラウンドを経て、当時高校最上級生であったイマン・ヴェラーニを起用した。ヴェラーニはキャスティングに関する経験を尋ねられた際、「（フィンは）ほとんどのキャスティングディレクターが普通は行わないような手段で私に目を配ってくれました。（中略）彼女は（オーディション前に）私を電話で呼び出し、台詞の練習をしたり、助言をくれたりしました。（中略）役を獲得した後も、私は酷いインポスター症候群に悩んでいましたが、彼女の助言が私を現実に戻し、直感を信じることを可能にしてくれました」と述べた。同様に、『アイアンハート』のドミニク・ソーンはフィンを「私の支援者で、私の活動を支えてくれた人」と説明した。
マーベル以外では、フィンはジョン・ファヴローとデイブ・フィローニがルーカスフィルム下で製作した『スター・ウォーズ』のテレビシリーズ『マンダロリアン』や映画作品のキャスティングを務めた。彼女はほかに、『ボバ・フェット/The Book of Boba Fett』、『スケルトン・クルー』、『アソーカ』でもキャスティングを務めた。さらに、2014年の『GODZILLA ゴジラ』から始まる『モンスター・ヴァース』のすべての長編映画でキャスティングを務めている。
その他にフィンがクレジットされた作品には、ジョン・ファヴローのコメディ『シェフ 三ツ星フードトラック始めました』、オリバー・ストーン』のドラマ『ウォール・ストリート』、マーティン・マクドナーの『セブン・サイコパス』、シェーン・ブラックの『ナイスガイズ!』、『ミラクル』、『コーチ・カーター』、『アメリカン・ピーチパイ』、『ブルークラッシュ』、『リトルプリンス 星の王子さまと私』、『ジャングル・ブック』（2016年）、『ライオン・キング（2019年）、『ワイルド・スピード MAX』、『キック・アス』などがある。
イェール大学で演劇と歴史を専攻して卒業し、映画芸術アカデミー執行委員会員であるサラは、ウィメン・イン・フィルム（WIF）の理事を務め、またマスタークラスの名誉顧問委員会にも所属している。さらに彼女はアンサンブル・スタジオ・シアターにも所属している。

## 受賞とノミネート
2023年、フィンは『エブリシング・エブリウェア・オール・アット・ワンス』での働きにより、英国アカデミー賞キャスティング賞とハリウッド批評家協会賞にノミネートされた。また2021年のプライムタイム・エミー賞では、『ワンダヴィジョン』によりプライムタイム・エミー賞のキャスティング賞（リミテッド・アンソロジーシリーズ・映画部門）、『マンダロリアン』によりキャスティング賞（ドラマシリーズ部門）にノミネートされた。彼女はキャスティング協会からも何度もノミネートされており、そのうち『ライオン・キング』、『クラッシュ』、『スリー・ビルボード』、『ブラックパンサー』、『スパイダーマン:ノー・ウェイ・ホーム』、『エブリシング・エブリウェア・オール・アット・ワンス』で受賞している。

## フィルモグラフィ

### 映画
| 年   | タイトル                                                                                        | キャスティングディレクター | プロデューサー     | 備考 |
| ---- | ----------------------------------------------------------------------------------------------- | -------------------------- | ------------------ | --- |
| 1998 | ポーリー Paulie                                                                                 | Yes                        | No                 | |
| 1999 | バーシティ・ブルース Varsity Blues                                                              | Yes                        | No                 | |
| 1999 | 200本のたばこ 200 Cigarettes                                                                    | Yes                        | No                 | |
| 1999 | ダブル・ジョパディー Double Jeopardy                                                            | Yes                        | No                 | |
| 2000 | ミッション:インポッシブル2 Mission: Impossible II                                               | Yes                        | No                 | |
| 2001 | トゥームレイダー Lara Croft: Tomb Raider                                                        | Yes                        | No                 | |
| 2001 | 海辺の家 Life as a House                                                                        | Yes                        | No                 | ノミネート - アーティオス賞キャスティング賞（長編映画・ドラマ部門） |
| 2001 | クレイジー/ビューティフル Crazy/Beautiful                                                       | Yes                        | No                 | ノミネート - アーティオス賞キャスティング賞（長編映画・ドラマ部門） |
| 2002 | スコーピオン・キング The Scorpion King                                                          | Yes                        | No                 | |
| 2002 | ブルークラッシュ Blue Crush                                                                     | Yes                        | No                 | |
| 2002 | プリティ・イン・ニューヨーク You Stupid Man                                                     | Yes                        | No                 | |
| 2003 | ターミネーター3 Terminator 3: Rise of the Machines                                              | Yes                        | No                 | |
| 2003 | S.W.A.T.                                                                                        | Yes                        | No                 | |
| 2004 | ミラクル Miracle                                                                                | Yes                        | No                 | |
| 2004 | ワイルド・タウン/英雄伝説 Walking Tall                                                          | Yes                        | No                 | |
| 2004 | シンデレラ・ストーリー A Cinderella Story                                                       | Yes                        | No                 | |
| 2004 | クラッシュ Crash                                                                                | Yes                        | 共同プロデューサー | 受賞 - ノミネート - アーティオス賞キャスティング賞（長編映画・ドラマ部門） 受賞 - ブラックリール賞アンサンブル賞                                                                            |
| 2005 | コーチ・カーター Coach Carter                                                                   | Yes                        | No                 | |
| 2005 | ビューティフルメモリー Marilyn Hotchkiss’ Ballroom Dancing & Charm School                       | Yes                        | 共同プロデューサー | ノミネート - アーティオス賞キャスティング賞（インディペンデント長編映画部門） |
| 2005 | アイス・プリンセス Ice Princess                                                                 | Yes                        | No                 | |
| 2005 | 夢駆ける馬ドリーマー Dreamer                                                                    | Yes                        | No                 | |
| 2006 | アメリカン・ピーチパイ She's the Man                                                            | Yes                        | No                 | |
| 2006 | ワイルド・スピードX3 TOKYO DRIFT The Fast and the Furious: Tokyo Drift                          | Yes                        | No                 | |
| 2006 | 守護神 The Guardian                                                                             | Yes                        | No                 | |
| 2006 | 勇者たちの戦場 Home of the Brave                                                                | Yes                        | No                 | |
| 2007 | 告発のとき In the Valley of Elah                                                                | Yes                        | No                 | |
| 2008 | ギプスの女 Quid Pro Quo                                                                         | Yes                        | 共同プロデューサー | |
| 2008 | バンテージ・ポイント Vantage Point                                                              | Yes                        | No                 | |
| 2008 | ネバー・バックダウン Never Back Down                                                            | Yes                        | No                 | |
| 2008 | アイアンマン Iron Man                                                                           | Yes                        | No                 | ノミネート - ノミネート - アーティオス賞キャスティング賞（スタジオ映画・ドラマ部門） |
| 2008 | ブッシュ W.                                                                                     | Yes                        | No                 | |
| 2009 | ホテル・バディーズ ワンちゃん救出大作戦 Hotel for Dogs                                          | Yes                        | No                 | |
| 2009 | ウィッチマウンテン/地図から消された山 Race to Witch Mountain                                    | Yes                        | No                 | |
| 2009 | ワイルド・スピード MAX Fast & Furious                                                           | Yes                        | No                 | |
| 2009 | 南の島のリゾート式恋愛セラピー Couples Retreat                                                  | Yes                        | No                 | ノミネート - アーティオス賞キャスティング賞（ビッグバジェット映画・コメディ部門） |
| 2010 | キック・アス Kick-Ass                                                                           | Yes                        | No                 | ノミネート - アーティオス賞キャスティング賞（スタジオ・インディペンデント映画・コメディ部門）                                                                                               |
| 2010 | アイアンマン2 Iron Man 2                                                                        | Yes                        | No                 | |
| 2010 | ウォール・ストリート Wall Street: Money Never Sleeps                                            | Yes                        | No                 | |
| 2010 | トロン: レガシー Tron: Legacy                                                                   | Yes                        | No                 | |
| 2011 | マイティ・ソー Thor                                                                             | Yes                        | No                 | |
| 2011 | キャプテン・アメリカ/ザ・ファースト・アベンジャー Captain America: The First Avenger            | Yes                        | No                 | |
| 2011 | カウボーイ & エイリアン Cowboys & Aliens                                                        | Yes                        | No                 | |
| 2012 | デンジャラス・ラン Safe House                                                                   | Yes                        | No                 | |
| 2012 | アベンジャーズ The Avengers                                                                     | Yes                        | No                 | |
| 2012 | セブン・サイコパス Seven Psychopaths                                                            | Yes                        | No                 | ノミネート - アーティオス賞キャスティング賞（スタジオ・インディペンデント映画・コメディ部門）                                                                                               |
| 2013 | アイアンマン3 Iron Man 3                                                                        | Yes                        | No                 | |
| 2013 | マイティ・ソー/ダーク・ワールド Thor: The Dark World                                            | Yes                        | No                 | |
| 2014 | シェフ 三ツ星フードトラック始めました Chef                                                      | Yes                        | No                 | ノミネート - アーティオス賞キャスティング賞（スタジオ・インディペンデント映画・コメディ部門）                                                                                               |
| 2014 | キャプテン・アメリカ/ウィンター・ソルジャー Captain America: The Winter Soldier                 | Yes                        | No                 | |
| 2014 | GODZILLA ゴジラ Godzilla                                                                        | Yes                        | No                 | |
| 2014 | ガーディアンズ・オブ・ギャラクシー Guardians of the Galaxy                                      | Yes                        | No                 | ノミネート - アーティオス賞キャスティング賞（ビッグバジェット映画・コメディ部門） |
| 2014 | 地下に潜む怪人 As Above, So Below                                                               | Yes                        | No                 | |
| 2015 | アベンジャーズ/エイジ・オブ・ウルトロン Avengers: Age of Ultron                                 | Yes                        | No                 | |
| 2015 | リトルプリンス 星の王子さまと私 The Little Prince                                               | Yes                        | No                 | ノミネート - アーティオス賞キャスティング賞（アニメ映画部門） |
| 2015 | アントマン Ant-Man                                                                              | Yes                        | No                 | |
| 2016 | ジャングル・ブック The Jungle Book                                                              | Yes                        | No                 | ノミネート - アーティオス賞キャスティング賞（アニメ映画部門） |
| 2016 | シビル・ウォー/キャプテン・アメリカ Captain America: Civil War                                  | Yes                        | No                 | |
| 2016 | ナイスガイズ! The Nice Guys                                                                     | Yes                        | No                 | |
| 2016 | ドクター・ストレンジ Doctor Strange                                                             | Yes                        | No                 | |
| 2017 | キングコング:髑髏島の巨神 Kong: Skull Island                                                    | Yes                        | No                 | |
| 2017 | ガーディアンズ・オブ・ギャラクシー:リミックス Guardians of the Galaxy Vol. 2                    | Yes                        | No                 | ノミネート - アーティオス賞キャスティング賞（ビッグバジェット映画・コメディ部門） |
| 2017 | スパイダーマン:ホームカミング Spider-Man: Homecoming                                            | Yes                        | No                 | |
| 2017 | スリー・ビルボード Three Billboards Outside Ebbing, Missouri                                    | Yes                        | No                 | 受賞 - アーティオス賞キャスティング賞（スタジオ・インディペンデント映画・コメディ部門） ノミネート - 英国インディペンデント映画賞キャスティング賞                                           |
| 2017 | マイティ・ソー バトルロイヤル Thor: Ragnarok                                                    | Yes                        | No                 | |
| 2018 | ブラックパンサー Black Panther                                                                  | Yes                        | No                 | 受賞 - アーティオス賞ツァイトガイスト賞 |
| 2018 | パシフィック・リム: アップライジング Pacific Rim: Uprising                                      | Yes                        | No                 | |
| 2018 | アベンジャーズ/インフィニティ・ウォー Avengers: Infinity War                                    | Yes                        | No                 | |
| 2018 | アントマン&ワスプ Ant-Man and the Wasp                                                          | Yes                        | No                 | |
| 2018 | スカイスクレイパー Skyscraper                                                                   | Yes                        | No                 | |
| 2018 | ザ・プレデター The Predator                                                                     | Yes                        | No                 | |
| 2019 | キャプテン・マーベル Captain Marvel                                                             | Yes                        | No                 | |
| 2019 | アベンジャーズ/エンドゲーム Avengers: Endgame                                                   | Yes                        | No                 | |
| 2019 | 名探偵ピカチュウ Pokémon: Detective Pikachu                                                     | Yes                        | No                 | |
| 2019 | ゴジラ キング・オブ・モンスターズ Godzilla: King of the Monsters                                | Yes                        | No                 | |
| 2019 | スパイダーマン:ファー・フロム・ホーム Spider-Man: Far From Home                                 | Yes                        | No                 | |
| 2019 | ライオン・キング The Lion King                                                                  | Yes                        | No                 | 受賞 - アーティオス賞キャスティング賞（アニメ映画部門） |
| 2019 | 劇場版 ドーラといっしょに大冒険 Dora and the Lost City of Gold                                  | Yes                        | No                 | |
| 2019 | モスル あるSWAT部隊の戦い Mosul                                                                 | Yes                        | No                 | |
| 2021 | ゴジラvsコング Godzilla vs. Kong                                                                | Yes                        | No                 | |
| 2021 | ブラック・ウィドウ Black Widow                                                                  | Yes                        | No                 | |
| 2021 | シャン・チー/テン・リングスの伝説 Shang-Chi and the Legend of the Ten Rings                     | Yes                        | No                 | ノミネート - アーティオス賞キャスティング賞（ビッグバジェット映画・コメディ部門） |
| 2021 | エターナルズ Eternals                                                                           | Yes                        | No                 | |
| 2021 | スパイダーマン:ノー・ウェイ・ホーム Spider-Man: No Way Home                                     | Yes                        | No                 | 受賞 - アーティオス賞ツァイトガイスト賞 |
| 2022 | エブリシング・エブリウェア・オール・アット・ワンス Everything Everywhere All at Once            | Yes                        | 共同プロデューサー | 受賞 - アーティオス賞ツァイトガイスト賞 受賞 - ハリウッド批評家協会賞キャスティングディレクター賞 ノミネート - 英国アカデミー賞キャスティング賞 ノミネート - ブラックリール賞アンサンブル賞 |
| 2022 | ドクター・ストレンジ/マルチバース・オブ・マッドネス Doctor Strange in the Multiverse of Madness | Yes                        | No                 | |
| 2022 | ソー:ラブ&サンダー Thor: Love and Thunder                                                       | Yes                        | No                 | |
| 2022 | グレイマン The Gray Man                                                                         | Yes                        | No                 | |
| 2022 | ブラックパンサー/ワカンダ・フォーエバー Black Panther: Wakanda Forever                          | Yes                        | No                 | ノミネート - アーティオス賞キャスティング賞（ビッグバジェット映画・ドラマ部門） |
| 2023 | One True Loves                                                                                  | Yes                        | Yes                | |
| 2023 | アントマン&ワスプ:クアントマニア Ant-Man and the Wasp: Quantumania                              | Yes                        | No                 | |
| 2023 | ガーディアンズ・オブ・ギャラクシー:VOLUME 3 Guardians of the Galaxy Vol. 3                      | Yes                        | No                 | |
| 2023 | マーベルズ The Marvels                                                                          | Yes                        | No                 | |
| 2024 | デッドプール&ウルヴァリン Deadpool & Wolverine                                                  | Yes                        | No                 | |
| 2025 | キャプテン・アメリカ:ブレイブ・ニュー・ワールド Captain America: Brave New World                | Yes                        | No                 | |
| 2025 | エレクトリック・ステイト The Electric State                                                     | Yes                        | No                 | |
| 2025 | サンダーボルツ* Thunderbolts*                                                                   | Yes                        | No                 | |
| 2025 | ファンタスティック4:ファースト・ステップ The Fantastic Four: First Steps                        | Yes                        | No                 | |
| TBA  | The Bluff                                                                                       | Yes                        | No                 | |
| TBA  | Play Dirty                                                                                      | Yes                        | No                 | |

### テレビ
| 年        | タイトル                                                                                            | キャスティングディレクター | プロデューサー                 | 担当話数                                                                          | 備考 |
| --------- | --------------------------------------------------------------------------------------------------- | -------------------------- | ------------------------------ | --------------------------------------------------------------------------------- | --- |
| 2015      | エージェント・カーター Agent Carter                                                                 | Yes                        | No                             | 計8話                                                                             | |
| 2018      | DEADLY CLASS Deadly Class                                                                           | Yes                        | No                             | 計1話                                                                             | |
| 2013-2020 | エージェント・オブ・シールド Agents of S.H.I.E.L.D.                                                 | Yes                        | No                             | 計100話                                                                           | |
| 2019-2020 | Emergence                                                                                           | Yes                        | No                             | 計9話                                                                             | |
| 2019-2022 | マンダロリアン The Mandalorian                                                                      | Yes                        | コンサルティングプロデューサー | 計16話                                                                            | ノミネート - プライムタイム・エミー賞キャスティング賞（ドラマシリーズ部門） ノミネート - アーティオス賞キャスティング賞（テレビパイロット・第1シーズン部門） ノミネート - アーティオス賞キャスティング賞（テレビシリーズ・ドラマ部門） |
| 2021      | ワンダヴィジョン WandaVision                                                                        | Yes                        | コンサルティングプロデューサー | 計9話                                                                             | ノミネート - プライムタイム・エミー賞キャスティング賞（リミテッド・アンソロジーシリーズ・映画部門） ノミネート - アーティオス賞キャスティング賞（リミテッドシリーズ部門）                                                              |
| 2021      | ファルコン&ウィンター・ソルジャー The Falcon and the Winter Soldier                                 | Yes                        | コンサルティングプロデューサー | 計6話                                                                             | |
| 2021      | ホークアイ Hawkeye                                                                                  | Yes                        | コンサルティングプロデューサー | 計6話                                                                             | |
| 2021-2022 | ボバ・フェット/The Book of Boba Fett The Book of Boba Fett                                          | Yes                        | コンサルティングプロデューサー | 計7話                                                                             | |
| 2021-2023 | ロキ Loki                                                                                           | Yes                        | コンサルティングプロデューサー | キャスティングディレクターとして計12話 コンサルティングプロデューサーとして計12話 | |
| 2021-2023 | ホワット・イフ...? What If...?                                                                      | Yes                        | コンサルティングプロデューサー | キャスティングディレクターとして計8話 コンサルティングプロデューサーとして計9話   | |
| 2022      | ムーンナイト Moon Knight                                                                            | Yes                        | コンサルティングプロデューサー | キャスティングディレクターとして計6話 コンサルティングプロデューサーとして計3話   | |
| 2022      | ファーストレディ The First Lady                                                                     | Yes                        | コンサルティングプロデューサー | 計5話                                                                             | |
| 2022      | ミズ・マーベル Ms. Marvel                                                                           | Yes                        | No                             | 計6話                                                                             | |
| 2022      | シー・ハルク:ザ・アトーニー She-Hulk: Attorney at Law                                               | Yes                        | No                             | 計9話                                                                             | |
| 2022      | ウェアウルフ・バイ・ナイト Werewolf by Night                                                        | Yes                        | コンサルティングプロデューサー | テレビスペシャル                                                                  | |
| 2022      | ガーディアンズ・オブ・ギャラクシー ホリデー・スペシャル The Guardians of the Galaxy Holiday Special | Yes                        | コンサルティングプロデューサー | テレビプロデュサー                                                                | |
| 2023      | シークレット・インベージョン Secret Invasion                                                        | Yes                        | No                             | 計6話                                                                             | |
| 2024      | エコー Echo                                                                                         | Yes                        | コンサルティングプロデューサー | 計5話                                                                             | |
| 2024      | アガサ・オール・アロング Agatha All Along                                                           | Yes                        | コンサルティングプロデューサー | 計9話                                                                             | |
| 2024-2025 | スター・ウォーズ:スケルトン・クルー Star Wars: Skeleton Crew                                        | Yes                        | コンサルティングプロデューサー | 計8話                                                                             | |
| 2025      | アイアンハート Ironheart                                                                            | Yes                        | コンサルティングプロデューサー | 計6話                                                                             | |